# RS-150
La RS-150 est une route locale Nord-Ouest de l'État du Rio Grande do Sul. Elle relie la municipalité de Frederico Westphalen à la limite avec l'État de Santa Catarina, sur le rio Uruguay, commune de Vicente Dutra. Elle dessert les communes de Frederico Westphalen, Vicente Dutra, Caiçara et Vicente Dutra, et est longue de 37,370 km. Elle débute à l'embranchement avec la BR-158/386.